# John Prescott
John Leslie Prescott, baron Prescott (ur. 31 maja 1938 w Prestatyn, zm. 20 listopada 2024) – brytyjski polityk, wiceprzewodniczący Partii Pracy, wicepremier Wielkiej Brytanii w latach 1997–2007. Poseł do Izby Gmin od 1970 do 2010, następnie par dożywotni.

## Życiorys
Był synem nastawniczego kolejowego i wnukiem górnika. Urodził się w Walii, ale dzieciństwo spędził w Brinsworth w południowym Yorkshire. Uczęszczał do Brinsworth Primary School. Po przeprowadzce rodziny do Ellesmere Port w hrabstwie Cheshire, Prescott kontynuował naukę w Grange Secondary Modern School. Po ukończeniu szkoły pracował jako steward w marynarce handlowej w liniach Cunard. Podczas podróży do Nowej Zelandii w 1957 Prescott poznał byłego premiera Anthony’ego Edena, którego określił jako „prawdziwego gentelmana”. Po zakończeniu służby w marynarce, Prescott rozpoczął naukę na niezależnym Ruskin College w Oksfordzie, gdzie uzyskał dyplom z ekonomii i politologii. Następnie uzyskał tytuł naukowy z ekonomii i historii ekonomicznej w Uniwersytecie w Hull.
Jeszcze podczas służby w marynarce Prescott był działaczem lewicowych związków zawodowych. W 1970 wygrał wybory do Izby Gmin w okręgu Kingston upon Hull East. Wcześniej (w 1966), Prescott kandydował w okręgu Southport, ale przegrał tam znacząco z kandydatem konserwatystów. W latach 1974–1979 był posłem do Parlamentu Europejskiego. Było to w czasach, kiedy europarlamentarzyści byli nominowani przez krajowe parlamenty.
Prescott zajmował różne stanowiska w laburzystowskim gabinecie cieni, ale jego kariera nabrała rozpędu dopiero w 1993, kiedy na konferencji Partii Pracy wysunął pomysł głosowania systemem „jeden członek, jeden głos". Pomysł Prescotta został wprowadzony w życie i podczas pierwszego głosowania tym systemem Prescott został wybrany wiceprzewodniczącym Partii Pracy w 1994.
Po wyborczym zwycięstwie Partii Pracy w 1997, Prescott został wicepremierem oraz otrzymał tekę ministra środowiska, transportu i regionów. Na tym ostatnim stanowisku pozostał do 2001. Od lipca tego roku, stał na czele Urzędu Wicepremiera oraz był pierwszym sekretarzem stanu. Prescott przewodniczył delegacji brytyjskiej na szczycie w Kioto w grudniu 1997, gdzie podpisał protokół dotyczący redukcji gazów powodujących efekt cieplarniany.
Wraz z rezygnacją Tony’ego Blaira ze stanowiska lidera Partii Pracy, Prescott zrezygnował również ze stanowiska wiceprzewodniczącego. Spekulowano, że Prescott zostanie kierownikiem brytyjskiej reprezentacji w Zgromadzeniu Parlamentarnym Rady Europy lub też, że otrzyma tytuł parowski po tym, jak 27 sierpnia 2007 ogłosił swoją rezygnację ze startu w następnych wyborach parlamentarnych. Ostatecznie został powołany w skład Izby Lordów w 2010. Otrzymał wówczas tytuł barona Prescott.
W ostatnich latach życia cierpiał na chorobę Alzheimera. Zmarł 20 listopada 2024.